# Теофіл Шепстоун
Сер Теофіл Шепстоун KCMG (8 січня 1817 р – 23 червня 1893) — британський південноафриканський державний діяч, відповідальний за приєднання Трансваалю до Великобританії в 1877 році.

## Раннє життя
Теофіл Шепстоун народився в Вестбері-он-Трім поблизу Брістоля, Англія. Коли йому було три роки, його батько, преподобний Вільям Теофіл, емігрував до Капської колонії. Молодий Шепстон здобув освіту в місцевих місіонерських станціях, де працював його батько, і хлопець набув чудових знань у мовах корінних народів Південної Африки — обставина, яка визначила його кар'єру. Під час війни Коса 1835 року він служив штабним перекладачем у штаті губернатора сера Бенджаміна д'Урбана, а наприкінці кампанії залишився на кордоні клерком агента місцевих племен.

## Натал
У 1838 році він був одним із команди, яку відправили з Капської колонії окупувати Порт-Натал від імені Британії. Ця сила була відкликана в 1839 році, коли Шепстоун був призначений британським резидентом серед фенгу та інших племен у Кафрарії. Тут він залишався до остаточного встановлення британського правління в Наталі та його організації як адміністративної одиниці, коли Шепстоун став агентом від місцевих племен (1845). У 1848 році він став генерал-капітаном туземних військ; у 1855 р. судовий засідатель у рідних справах; і в 1856 р. про перебудову Наталського уряду, секретар у справах рідних і член виконавчої та законодавчої рад. Цю посаду він обіймав до 1877 року.
Таким чином, понад тридцять років він був директором місцевої політики в Наталі. Людина сильної волі та виражених поглядів, він здобув великий вплив на корінних жителів, які називали його «батьком» і дали зулусами прізвисько «Сомцеу» (відомий чорний мисливець), нібито коли він тікав перед слоном, але скоріше в дитинстві. Головною лінією його політики було збереження племінних звичаїв настільки, наскільки вони узгоджувалися з принципами гуманності, а не спроби насилля цивілізації. Результати його політики деякий час залишалися помітними в стані та статусі народів Наталу. Поки він залишався головним, відбулося лише одне серйозне повстання — повстання Лангалібалеле в 1873 році проти вимоги реєстрації зброї.